# Ранченци
Ранченци, още Ранчанци или Ранчинци (на македонска литературна норма: Ранченци), e село в североизточната част на Северна Македония, част от община Свети Никола.

## География
Селото е разположено северно от град Свети Никола в южните склонове на планината Манговица.

## История
В XIX век Ранчинци е село в Щипска каза на Османската империя. Църквата „Свети Георги“ е от XIX век. През 1900 година според статистиката на Васил Кънчов („Македония. Етнография и статистика“) Ранчанци брои 180 жители, от които всички българи християни.
Всички християнски жители на селото са под върховенството на Българската екзархия. Според статистиката на секретаря на Българската екзархия Димитър Мишев (La Macédoine et sa Population Chrétienne) в 1905 година християнското население на Ранчинци (Rantchintzi) се състои от 280 българи екзархисти.
В 1910 година селото пострадва по време на обезоръжителната акция. Ефрем Кастре и още един човек от селото са арестувани и измъчвани.
При избухването на Балканската война в 1912 година 6 души от Ранчанци са доброволци в Македоно-одринското опълчение.
След Междусъюзническата война в 1913 година селото попада в Сърбия. Формата на името е установена като Ранчинци.
На етническата си карта от 1927 година Леонард Шулце Йена показва Ранчинци (Rančinci) като българско християнско село.
В 1910 или 1930 година е издигната църквата „Света Неделя“ като еднокорабен храм с купол. Иконите в нея са от 1927 година, дело на Георги Зографски.
В 1994 година селото има 67, а в 2002 година – 38 жители.
| Националност     | Всичко |
| северномакедонци | 38     |
| албанци          | 0      |
| турци            | 0      |
| цигани           | 0      |
| власи            | 0      |
| сърби            | 0      |
| бошняци          | 0      |
| други            | 0      |

В 2014 година името на селото е променено от Ранчинци на Ранченци (Ранченци).

## Личности
Родени в Ранченци
- Андрей Манов (1897 – 1930), терорист на ВМРО, убил заедно с Владо Черноземски Наум Томалевски
- Моне Сълников, български революционер, деец на ВМОРО, загинал преди 1918 г.[10]
- Наце Барутчиски (? – 1923), деец на ВМРО, загинал в сражение със сръбска потеря на 12 юли 1923 година заедно със Страхил Попстанев от Свети Никола[11]